# Jobar
Jobar (en árabe: جوبر‎), también transcrito como Joubar, Jubar o Jawbar, es un distrito municipal de Damasco, la capital de Siria. Históricamente era un pueblo independiente a las afueras de Damasco, hasta su anexión en el año 1975. Se encuentra a 2 km al noroeste de las murallas de la Ciudad vieja y para los sirios judíos es un lugar especialmente importante al albergar la sinagoga de Jobar, con dos milenios de antigüedad y en honor al profeta bíblico Elijah. Es un sitio de peregrinaje judío.
En 1976 se construyó en el extremo occidental del distrito el Estadio Abbasiyyin, sede de la Selección de fútbol de Siria.
Actualmente, el 93% de Jubar está reducido a escombros debido a la batalla ocurrida el 23 de febrero de 2013 entre el ejército leal a Bashar Al-Assad y los rebeldes libertarios, además de ser un lugar de hostilidades frecuente durante la guerra civil siria, incluyendo la ofensiva de Jubar de 2017.

## Historia
Una de las fuentes más tempranas que mencionan la existencia del pueblo es el Talmud, en el cual dice que era uno de los pueblos cercanos a Damasco habitados por judíos. Al parecer, el rabino Rafram Barra Pappa peregrinó a sinagoga de Jubar. Durante el medievo, se consideraba como la mayor comunidad judía a fuera de las murallas de Damasco. Un viajero judío anónimo llegó a Damasco tras la Inmigración Española (1522, véase: expulsión de los judíos de España) y menciona a Jobar, donde vivían unas 60 familias judías. El historiador Muḥammad ibn ʿAlī Ibn Ṭūlūn (1475‒1546) menciona que «Jobar es un pueblo judío con presencia musulmana». En las crónicas de Joseph Sambari (1672) se explica que la comunidad judía de Damasco vivió principalmente en Jobar y en 1735 el pueblo estuvo poblado solo por judíos.

### Historia contemporánea (siglosXIXyXX)
Documentos de principios del siglo XIX describen varias propiedades en el pueblo que pertenecieron a un waqf (donación religiosa) judío y fue arrendado a miembros de otras comunidades. En 1839, se contaron aproximadamente 1.000 habitantes, cuya población era «completamente hebrea» y era gobernada por instituciones judías locales. En 1840, se arrestaron trece rabinos judíos por el supuesto asesinato ritual de un monje cristiano, lo que se conoce como el Caso de Damasco. Se produjeron protestas y la sinagoga de Jobar fue saqueada, así como sus rollos sagrados de la Ley (Sefer Torah) destruidos.
Las fuentes escritas del siglo XIX divergen en cuanto a la composición étnica/religiosa de Jobar. En 1839, parecía que el pueblo era enteramente judío. Pero en 1847 se reportan entre tres y cuatro mil musulmanes. Probablemente la población judía fue disminuyendo a lo largo del siglo, ya que en 1893, Richard F. Burton escribió: «es un pueblo musulmán con una sinagoga dedicó a Elijah y es un lugar de peregrinación para los judíos de Damasco». , y la 1907 edición del manual del cocinero para Palestine y Siria declara que "Jobar es sólo un pueblo musulmán."
Después del establecimiento del Estado de Israel, los judíos de Siria tuvieron que lidiar con la discriminación tanto del Gobierno como de la población. Se produjo una migración doble: por un lado los árabes palestinos emigraron a Siria y por otro los judíos sirios emigraron a Israel. Por ley, las propiedades judías no podían ser vendidas y las que se abandonaron se confiscaron. Un centro religioso del barrio fue okupado por árabes palestinos y la vieja sinagoga se reconvirtió en una escuela para niños árabes desplazados.
En Jobar está enterrado el patriarca del siglo XVI Rabbi Shmuel Elbaz-Abuchatzira, de la dinastía Abuhatzeira. Tras la guerra civil, el futuro uso de la sinagoga es fuente de controversias.

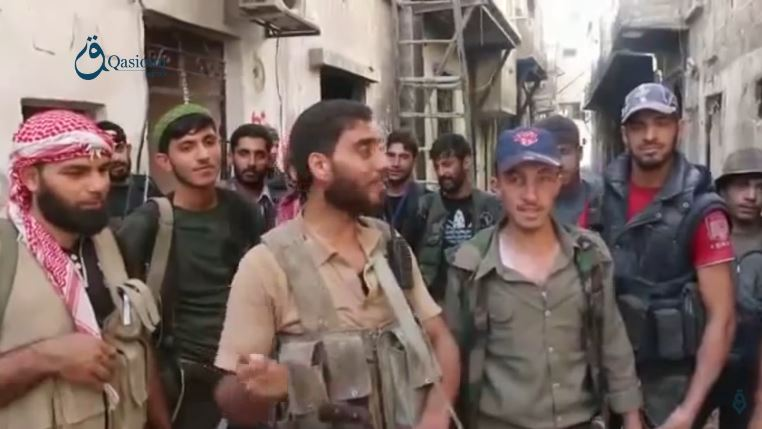
Rebeldes de la Legión Al-Rahman en la batalla de Jobar (17 de octubre de 2015)

### Guerra civil siria
Al comenzar la Guerra Civil, Jobar cayó en el bando rebelde, concretamente en manos de la Legión Al-Rahman. Entre los días 14 y 18 de junio de 2017, la Fuerza Aérea Árabe Siria bombardeó el barrio. Dos días más tarde, el 20 de junio, Jobar fue atacada por tierra y aire con la ayuda de las Fuerzas Aéreas Rusas. Los ataques entre ambos bandos continuaron hasta finales de septiembre, cuando se estancó la ofensiva al no haber un claro ganador. Aunque los rebeldes siguen defendiendo Jobar, en realidad están defendiendo un campo de ruinas, pues el barrio está desolado.
En julio de 2010 trabajadores municipales retiraron todos los platos satelitales instalados en el barrio como forma de conservación arquitectónica, dejando a muchas familias sin acceso a la televisión.